# Térpyllos
Térpyllos är en ort i Grekland.   Den ligger i prefekturen Nomós Kilkís och regionen Mellersta Makedonien, i den norra delen av landet, 300 km norr om huvudstaden Aten. Térpyllos ligger 224 meter över havet och antalet invånare är 605.
Terrängen runt Térpyllos är platt åt nordväst, men åt sydost är den kuperad. Térpyllos ligger nere i en dal. Runt Térpyllos är det ganska glesbefolkat, med 26 invånare per kvadratkilometer. Närmaste större samhälle är Kilkis, 8,4 km sydväst om Térpyllos. == Kommentarer ==
1. ↑  Framräknat ur höjduppgifter (DEM 3") från Viewfinder Panoramas.[2] Mer om algoritmen finns här: Användare:Lsjbot/Algoritmer.
2. ↑  Framräknat ur variansen i alla höjduppgifter (DEM 3") från Viewfinder Panoramas, inom 10 km radie.[2] Mer om algoritmen finns här: Användare:Lsjbot/Algoritmer.